# Brewster F2A Buffalo
Brewster F2A "Buffalo" foi um dos primeiros caças de fabricação norte-americana usados na Segunda Guerra Mundial.
Utilizado pela força aérea de diversos países no começo do conflito, o Buffalo foi o primeiro avião monoplano usado em porta-aviões pela marinha americana, em 1939. No início da Guerra do Pacífico em dezembro de 1941, ele sofreu pesadas baixas como integrante da RAF e da força aérea das Índias Orientais Holandesas no Sudeste da Ásia e como parte da força aérea dos Estados Unidos na Batalha de Midway.
Seus problemas de construção e desempenho, que deixavam à mostra sua fragilidade contra caças inimigos mais modernos, lhe deram o apelido de “caixão voador” por parte de aviadores navais americanos. Apesar de sua reputação de fragilidade, foi bastante efetivo na força aérea finlandesa, na guerra entre a Finlândia e a União Soviética, no começo da Segunda Guerra Mundial na Europa.
Apesar de sua fragilidade latente em comparação com os caças alemães nos combates aéreos nos céus da Europa, o Buffalo foi integrado às centenas nas esquadrilhas da Grã Bretanha, Bélgica e Holanda. Entretanto, logo substituído por aviões mais modernos, como os Hurricanes britânicos na frente européia e os Wildcats americanos, na frente do Pacífico, acabou deixando o serviço ativo na primeira linha de combate.
Apenas um deles sobreviveu quase intacto à guerra, capturado pelos russos aos finlandeses num lago, e devolvido aos norte-americanos após longas negociações pós-guerra, e se encontra hoje no Museu Naval de Pensacola, na Flórida, EUA.

## Especificações (F2A-3)
Dados de: United States Navy Aircraft since 1911.
Descrições gerais
- Tripulação: 1
- Comprimento: 8,03 m (26 ft)
- Envergadura: 10,67 m (35 ft)
- Altura: 3,66 m (12 ft)
- Área alar: 19,4 m² (209 ft²)
- Peso vazio: 2 146 kg (4 730 lb)
- Peso de decolagem: 3 247 kg (7 160 lb)

Motorização
- Número de motores: 1x
- Tipo do motor: Motor a pistão radial
- Fabricante/modelo: Wright R-1820-40 Cyclone 9 de 9 cil. refrigerado a ar
- Potência por motor: 1 200 hp (895 kW)

Performance
- Velocidade máxima: 517 km/h (321 mph)
- Velocidade total em Nó: 279 kn (517 km/h)
- Alcance: 1 533 km (953 mi)
- Razão de subida: 12,4 m/s
- Tecto de serviço: 10 119 m (33 200 ft)

Armamentos
- Metralhadoras/canhões: 

  - 2x M2 Browning de calibre .50 12,7 mm (0,50 in) no nariz
  - 2x M2 Browning de calibre .50 12,7 mm (0,50 in) nas asas